# Johann Nepomuk Hautle
Johann Nepomuk Hautle (Appenzello, 29 settembre 1792 – Appenzello, 8 marzo 1860) è stato un politico e agricoltore svizzero.

## Biografia
Figlio di Johann Nepomuk Hautle e di Josepha Magdalena Broger, sposò Maria Carolina Engeler. Agricoltore, nel 1815 fu tenente del contingente dell'esercito federale a Basilea. A livello politico fu prima alfiere di Appenzello Interno dal 1827 al 1828, Vicelandamano dal 1828 al 1840, inviato alla Dieta federale nel 1835 e nel 1839. Di orientamento cattolico conservatore, dal 1848 al 1857 fu il primo Consigliere nazionale di Appenzello Interno. Fu probabilmente aperto nei confronti delle idee democratiche, dato che nel 1828, quando la Landsgemeinde depose tutti i membri del governo di corrente aristocratica, rimase in carica.